# Гікмен (округ, Кентуккі)
Шаблон:StateAbbr_ 36°41′ пн. ш. 88°59′ зх. д. / 36.68° пн. ш. 88.98° зх. д.
Округ  Гікмен (англ. Hickman County) — округ (графство) у штаті  Кентуккі, США. Ідентифікатор округу 21105.

## Історія
Округ утворений 1821 року.

## Демографія
За даними перепису 
2000 року 
загальне населення округу становило 5262 осіб, усе сільське.
Серед мешканців округу чоловіків було 2511, а жінок — 2751. В окрузі було 2188 домогосподарств, 1542 родин, які мешкали в 2436 будинках.
Середній розмір родини становив 2,82.
Віковий розподіл населення поданий у таблиці:
| Стать    | До 15 років | 15-21 | 22-29 | 30-39 | 40-49 | 50-65 | 65-85 | Понад 85 |
| -------- | ----------- | ----- | ----- | ----- | ----- | ----- | ----- | -------- |
| Чоловіки | 471         | 235   | 213   | 346   | 373   | 477   | 347   | 49       |
| Жінки    | 480         | 203   | 215   | 394   | 357   | 526   | 465   | 111      |

## Суміжні округи
- Карлайл — північ
- Ґрейвс — схід
- Віклі, Теннессі — південний схід
- Обіон, Теннессі — південь
- Фултон — південь
- Міссісіпі, Міссурі — захід

## Виноски
1. ↑  U.S. Decennial Census. United States Census Bureau. Архів оригіналу за 26 квітня 2015. Процитовано 16 серпня 2014.
2. ↑  Historical Census Browser. University of Virginia Library. Архів оригіналу за 11 серпня 2012. Процитовано 16 серпня 2014.
3. ↑  Population of Counties by Decennial Census: 1900 to 1990. United States Census Bureau. Архів оригіналу за 13 жовтня 2014. Процитовано 16 серпня 2014.
4. ↑  Census 2000 PHC-T-4. Ranking Tables for Counties: 1990 and 2000 (PDF). United States Census Bureau. Архів оригіналу (PDF) за 18 грудня 2014. Процитовано 16 серпня 2014.
5. ↑  State & County QuickFacts. United States Census Bureau. Архів оригіналу за 7 червня 2011. Процитовано 8 березня 2014.(англ.) Наведено за англійською вікіпедією.
6. ↑  American FactFinder. Бюро перепису населення США. Архів оригіналу за 21 травня 2008. Процитовано 31 січня 2008.

| США | Це незавершена стаття з географії США. Ви можете допомогти проєкту, виправивши або дописавши її. |